# Thomas Le Mesurier
Pour les articles homonymes, voir Mesurier.
Thomas Le Mesurier, né sur l'île d'Aurigny le 28 août 1756 et mort le 14 juillet 1822, est un avocat, prêtre de l'église anglicane et gouverneur d'Aurigny. 

## Biographie
Thomas Le Mesurier est le cousin du dernier gouverneur héréditaire de l'île d'Aurigny, Jean Le Mesurier (1781–1843). Il est le fils d'un autre Jean Le Mesurier. Il fit des études de droit à l'université d'Oxford où il en sortit diplômé en 1782. Il entre ensuite au barreau anglais. 
Thomas Le Mesurier se tourne vers la religion est entre dans l'église anglicane pour laquelle il est ordonné diacre en 1794, puis prêtre en 1797. En 1799, il obtint son premier poste dans une église du Buckinghamshire.
En 1807, il devient maître de conférence des conférences de Bampton au cours desquelles il prêcha sur la nature et la culpabilité de schisme. En 1812, il est nommé recteur de Haughton-le-Skerne, dans le comté de Durham, fonction qu'il a occupé jusqu'à sa mort. 
En 1800, il avait épousé Margaret Bandinel, fille du révérend James Bandinel, originaire de la paroisse de Saint-Martin sur l'île de Jersey. Ils eurent quinze enfants dont quatorze vivants, mais Thomas mourut le 14 juillet 1822 et sa femme en mai 1823, laissant quatorze orphelins élevés par les oncles et tantes.
Le gouverneur d'Aurigny, Edmund Andros, nommé gouverneur colonial de New York, délégua son autorité de gouverneur de cette île anglo-normande à un autre Guernesiais, Thomas Le Mesurier, également lié par mariage à la famille Andros.
Thomas Le Mesurier publia de nombreux sermons d'abord à Oxford en 1795 et 1799, puis à Londres jusqu'à sa mort. 